# Prisoner of War
Prisoner of War est un jeu vidéo d'infiltration développé par Wide Games et édité par Codemasters, sorti en 2002 sur PlayStation 2, Windows et Xbox.

## Système de jeu
Le joueur incarne à la troisième personne un pilote américain prisonnier de guerre pendant la Seconde Guerre mondiale qui doit s'échapper avec ses codétenus du camp d'internement où il est retenu.

## Accueil
- Jeux vidéo Magazine : 13/20[1]